# Русская фантастика (сайт)
Русская фантастика (rusf.ru) — российский сайт и русскоязычная электронная библиотека в интернете, посвящённый фантастическим произведениям на русском языке и их авторам. Открыт в 1996 году.
Цель сайта, по словам его редактора Дмитрия Ватолина,— «собирать и распространять рисунки, статьи, фото, рецензии и другую информацию о русскоязычной фантастике, классических и современных русских писателях-фантастах».

## История библиотеки
Большую популярность получил раздел сайта, посвящённый братьям Стругацким, — «офлайн интервью» Бориса Натановича Стругацкого (он вёл его с июня 1998 года) и тексты произведений. Однако в мае 2014 года наследники-правообладатели потребовали от сайта убрать все тексты из свободного доступа, что и было сделано. В марте 2017 года тексты были возвращены в свободный доступ.
Кир Булычёв также вёл «онлайн-интервью» на сайте «Русская фантастика» с марта 1999 года.

## Структура
«Русская фантастика» предлагает авторские страницы писателей, на которых присутствуют биографии или иная информация, библиография, по возможности — рецензии книг и интервью.
Тематические разделы сайта освещают новости с конференций и конвентов о книжной фантастике, а также таких премий, как Странник, Еврокон (Роскон), Аэлита, Интерпресскон, актуальные интервью с писателями.
Сайт содержит тексты таких писателей-фантастов, как Кир Булычёв, Юлий Буркин, Владимир Васильев, Василий Головачёв, Александр Громов, Марина и Сергей Дяченко, Владислав Крапивин, Святослав Логинов, Евгений и Любовь Лукины, Сергей Лукьяненко, Олди, Ник Перумов, Василий Звягинцев, Вячеслав Рыбаков, Глеб Голубев, Андрей Белянин, Вера Камша, Сергей Казменко, Виталий Губарев, Евгений Филенко, Андрей Иванченко, Драко Локхард, Хелью Ребане и многих других.
Библиотечные части сайта названы «книжная полка» и содержат оцифрованные произведения, присланные пользователями. Также представлены ссылки на Журнал «Самиздат», поддерживаемый библиотекой Максима Мошкова, для свободной самостоятельной публикации собственных литературных текстов.
На сайте имеется форум.